# Luís Sobrinho
Pour les articles homonymes, voir Sobrinho.
Luís Sobrinho, de son nom complet Luís Fernando Peixoto Gonçalves Sobrinho, est un footballeur portugais né le 5 mai 1961 à Setúbal. Il évoluait au poste de défenseur central.

## Biographie
International, il possède 8 sélections en équipe du Portugal. Il fait partie du groupe participant à la coupe du monde 1986.

## Carrière
- 1980-1982 :  Vitória Setúbal
- 1982-1983 :  FC Porto
- 1983-1985 :  Vitória Setúbal
- 1985-1989 :  CF Belenenses
- 1989-1990 :  RC Paris
- 1990-1992 :  Vitória Setúbal
- 1992-1993 :  FC Paços de Ferreira
- 1993-1994 :  FC Felgueiras
- 1994-1997 :  Grandolense

## Palmarès

### En Club
- Vainqueur de la Coupe du Portugal en 1989 avec le CF Belenenses
- Finaliste de la Coupe du Portugal en 1986 avec le CF Belenenses
- Finaliste de la Coupe de France en 1990 avec le Racing Paris 1

### EnÉquipe du Portugal
- 8 sélections entre 1988 et 1989
- Participation à la Coupe du Monde en 1986 (Premier Tour)